# Proscopia soror
Proscopia soror är en insektsart som beskrevs av Brunner von Wattenwyl 1890. Proscopia soror ingår i släktet Proscopia och familjen Proscopiidae. Inga underarter finns listade i Catalogue of Life.